# La Nativité du Seigneur
La Nativité du Seigneur (franska 'Herrens födelse') med undertiteln Neuf méditations pour orgue ('Nio meditationer för orgel') är ett verk för orgel skrivet 1935 av Olivier Messiaen. Det skrevs när kompositören var 27 år gammal och kan kanske beskrivas som hans första mästerverk. 
Messiaen skrev verket under en vistelse i Grenoble, den ort i de franska Alperna där han tillbringat en del av sin barndom. Han hävdade själv att de majestätiska bergen i Grenoble hade inspirerat honom, åtminstone till de fjärde och femte satserna. De andra satserna beskrev han som "mångfärgade som fönster i medeltida katedraler." 
Messiaen skrev ett förord till verket där han beskrev de musikaliska och teologiska idéerna bakom det. Rytmen i verket är delvis baserad på vissa versmått från antik grekisk metrik och på rytmer från traditionell indisk musik. 
Verkets tema är julberättelsen och det är, enligt Messiaen, baserat på fem idéer: 
1. Guds eviga plan eller rådslut, som förverkligas genom att Ordet blir kött (Desseins Eternels),
2. Gud som lever mitt ibland oss (Dieu parmi nous) och, i Jesu gestalt, lider med oss (Jésus accepte la souffrance),
3. den trefaldiga födelsen: Ordets eviga födelse av Fadern (Le Verbe), Kristi födelse i tiden (La vierge et l’enfant) och de kristnas andliga födelse (Les Enfants de Dieu),
4. beskrivning av några personer som ger en poetisk färgning åt julhelgen och trettondagshelgen: Änglarna (Les Anges), herdarna (Les bergers), de tre vise männen (Les mages).
5. Alla nio meditationerna är också en hyllning till jungfru Maria.

Ordningen är uppbyggd så att meditationer över teologiska teman växlar med stycken som utgår från kända gestalter i julberättelsen. Messiaen hänvisar i sina kommentarer till specifika bibelställen som ligger till grund för meditationerna.
Förordet beskriver också det kreativa sätt på vilket Messiaen använder orgeln, exempelvis genom att låta pedalerna spela melodistämman i större utsträckning än normalt.
De nio styckena är i tur och ordning:
1. La vierge et l’enfant ('Jungfrun och barnet')
2. Les bergers ('Herdarna')
3. Desseins éternels ('Guds eviga rådslut')
4. Le verbe ('Ordet')
5. Les Enfants de Dieu ('Guds barn')
6. Les Anges ('Änglarna')
7. Jésus accepte la souffrance ('Jesus tar på sig lidandet')
8. Les mages ('De tre vise männen')
9. Dieu parmi nous ('Gud ibland oss')

Verket tar i sin helhet ungefär en timme att framföra.